# تاريخ روسيا (من 1991 إلى الوقت الحاضر)
مع تفكك الاتحاد السوفياتي في 29 مايو 1991، أصبح الاتحاد الروسي بلد مستقل. كانت جمهورية روسيا السوفيتية الاتحادية الاشتراكية أكبر الجمهوريات الخمسين التي تشكل منها الاتحاد السوفياتي، وكانت تمثل أكثر من 60٪ من الناتج المحلي الإجمالي للاتحاد السوفيتي وأكثر من 50٪ من سكانه. كما هيمنت فيه على الجيش السوفياتي والحزب الشيوعي. وبالتالي، كان من الطبيعي جدًّا أن تكون روسيا الدولة الخليفة للاتحاد السوفياتي في الشؤون الدبلوماسية وحصولها على مقعده الدائم في مجلس الأمن وحق النقض فيه. كما أنها ورثت أسلحته النووية وأغلب تكنولوجيا الفضاء.

## الاتحاد الروسي

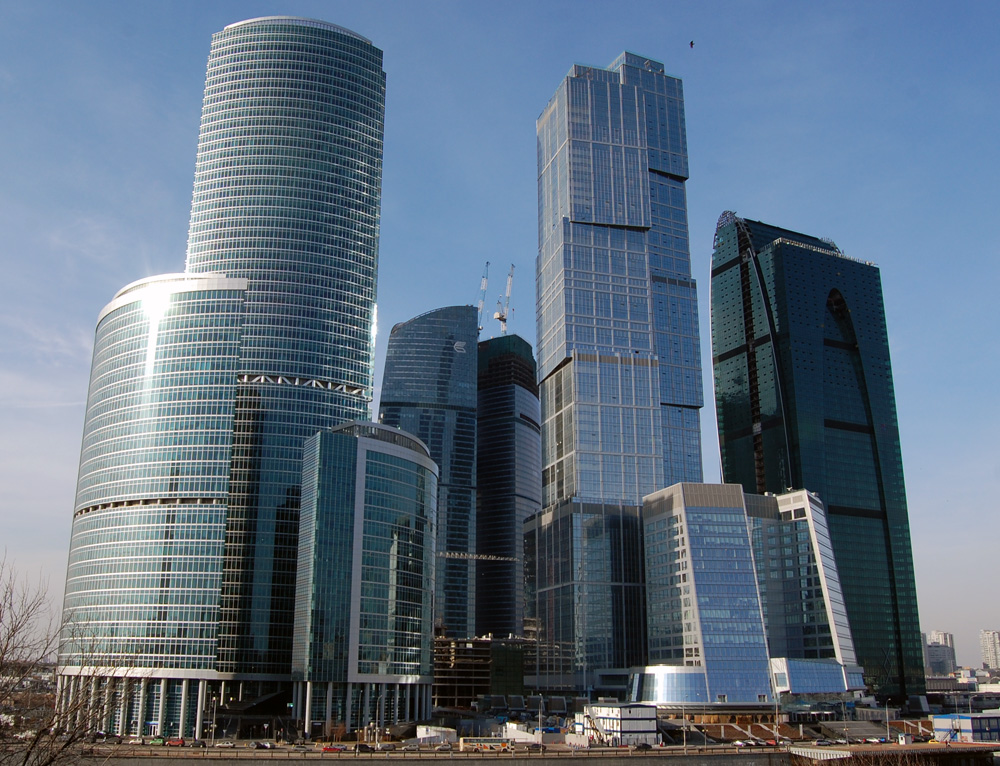
مركز موسكو الدولي للأعمال مازال تحت الإنشاء.

انتُخب بوريس يلتسن رئيس جمهورية روسيا في حزيران 1991 في أول انتخابات رئاسية مباشرة في التاريخ الروسي. عندما انهار الاتحاد السوفياتي في أواخر عام 1991 كان هناك اعتراف بروسيا بوصفها الخلف القانوني للاتحاد السوفيتي على المسرح الدولي. أثناء وبعد تفكك الاتحاد السوفيتي جرت إصلاحات واسعة النطاق منها الخصخصة وتحرير السوق، بما في ذلك القيام بإجراء تغييرات جذرية،  في الوقت الذي تواجه فيه تحديات خطيرة في جهودها الرامية إلى إقامة وظيفة سوفياتية جديدة في النظام السياسي والاقتصادي قامت بإلغاء التخطيط الاشتراكي المركزي وملكية الدولة التي أتبعت خلال الحقبة السوفياتية. حاولت روسيا إعادة بناء الاقتصاد بعناصر رأسمالية السوق لكن أدى ما سبق إلى أزمة اقتصادية كبيرة تميزت بانخفاض بنسبة 50% لكل من الناتج المحلي الإجمالي والإنتاج الصناعي بين عاميّ 1990 و1995. حولت الخصخصة العديد من الشركات من أيدي أجهزة الدولة إلى الأفراد، وأدت حالة الكساد إلى انهيار الخدمات الاجتماعية وانخفاض معدل المواليد في حين أن معدل الوفيات شهد ارتفاعا كبيرا. هوت ملايين الناس في براثن الفقر من مستوى فقر 1.5% في الحقبة السوفياتية السابقة إلى ما بين 39 و49% بحلول منتصف عام 1993. شهدت التسعينات فسادًا مدقعًا وفوضى وانتشرت العصابات الإجرامية وزادت الجريمة.

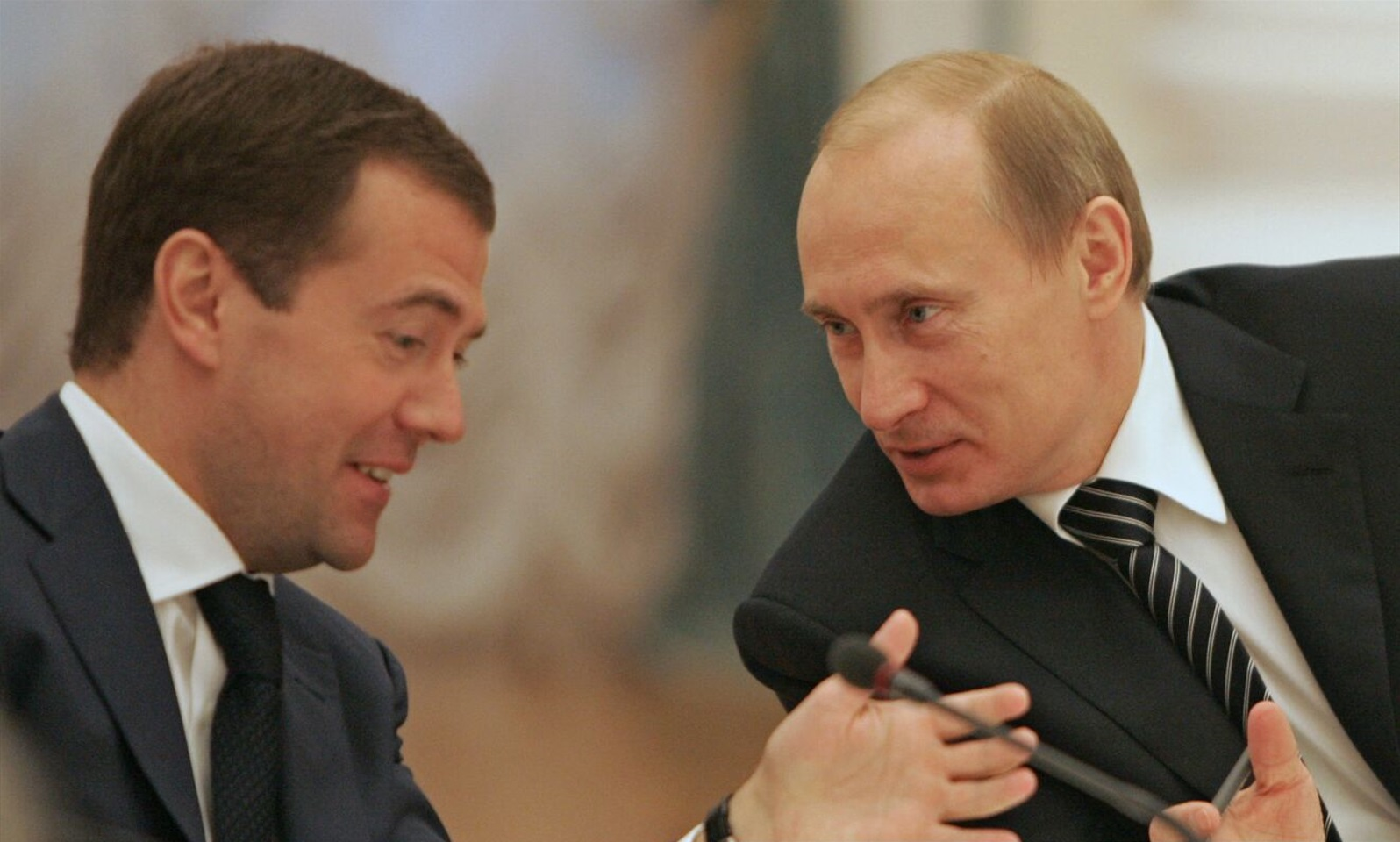
دميتري ميدفيديف مع فلاديمير بوتين.

شهدت البلاد في التسعينات إتساع الجريمة والنزاعات المسلحة في شمال القوقاز الناتجة عن المناوشات العرقية المحلية منذ إعلان الشيشان استقلاله في أوائل تسعينات القرن وخوضه حرب عصابات متقطعة مع القوات المسلحة الروسية، وقام الشيشانيون بعدة هجمات ضد روسيا كان أبرزها أزمة رهائن مسرح موسكو وأزمة رهائن مدرسة بسلان. تولي روسيا مسؤولية قصوى عن تسوية ديون الاتحاد السوفياتي الخارجية على الرغم من أن سكانها كانوا يشكلون نصف سكان الاتحاد السوفياتي في وقت انهياره. تسبب ارتفاع العجز في الميزانية في الأزمة المالية الروسية لعام 1998، إلى تراجع الناتج المحلي الإجمالي. في 31 ديسمبر 1999 استقال الرئيس بوريس يلتسين وسلم هذا المنصب إلى رئيس الوزراء المعين حديثا ورجل المخابرات السابق فلاديمير بوتين،  الذي فاز بعد ذلك في انتخابات عام 2000 الرئاسية. قام بوتين بقمع حركة التمرد في الشيشان لكن ما تزال أعمال عنف متقطعة تحدث في جميع أنحاء شمال القوقاز. ضعف العملة وارتفاع أسعار النفط من خلال زيادة الاستهلاك المحلي والاستثمارات في الاقتصاد الروسي ساعدت على نموه لمدة تسعة سنوات متتالية وبهذا تحسن مستوى المعيشة وزاد نفوذ روسيا على الساحة العالمية. رغم العديد من الإصلاحات التي حدثت خلال فترة رئاسة بوتين إلا أنه تعرض لإنتقادات من قبل الدول الغربية عموما فيما يتعلق بالديمقراطية وحقوق الإنسان. في أثناء رئاسة بوتين عمل على عودة الاستقرار والنظام في البلاد مما أكسبه شعبية واسعة في روسيا. إنضمت روسيا إلى منظمة المؤتمر الإسلامي عام 2005 كمُراقب وليس كعضو، وفي 2 مارس 2008، أنتخب ديمتري ميدفيديف رئيسا لروسيا في حين أصبح بوتين رئيسا للوزراء، ثم أعيد انتخابه مرة أخرى رئيسًا للجمهورية في شهر مارس من عام 2012.